# Cycas schumanniana
Cycas schumanniana — вид голонасінних рослин класу саговникоподібні (Cycadopsida).
Етимологія: вшанування німецького ботаніка професора д-ра Карла Моріца Шумана (нім. Karl Moritz Schumann, 1851—1904), куратора Ботанічного музею в Берліні у 1880–1994 роках.

## Опис
Стебла деревовиді, 2 м заввишки, 15–20 см діаметром у вузькому місці. Листки яскраво-зелені, дуже блискучі, довжиною 75–150 см. Пилкові шишки яйцевиді вузько-яйцеподібні, помаранчеві (бліді), довжиною 12–30 см, 8–12 см діаметром. Мегаспорофіли 17–40 см завдовжки, сіро-повстяні і коричнево-повстяні. Насіння плоске, яйцевиде, 32–39 мм завдовжки, 28–30 мм завширшки; саркотеста помаранчево-коричнева, не вкрита нальотом.

## Поширення, екологія
Країни поширення: Папуа Нова Гвінея (острів Нова Гвінея). Записаний від низьких до високих відмітках, до 1600 м над рівнем моря. Росте в саванних луках, рідше в рідколіссях і лісах з густим трав'янистим підліском.

## Загрози та охорона
Всі місця проживання, як правило, спалюються щорічно.